# 植木昌一郎
植木 昌一郎（うえき しょういちろう、1922年2月6日 - 1986年10月12日）は、日本の脚本家。東京都出身。
1986年10月12日に脳出血で死去。享年64歳。

## 作家集団SHP
1970年に松下電器所属の逸見稔と共に「作家集団SHP」を結成。葉村彰子と名乗り向田邦子、松木ひろし、窪田篤人、津田幸夫、大西信行、櫻井康裕、田口耕三、柴英三郎、加藤泰らを束ね、「ナショナル劇場」を始めテレビドラマに革命を起こす。

## 代表作

### テレビドラマ
- ナショナル劇場（TBS）
  - 「大岡越前」（第1部 - 第9部）
  - 「水戸黄門」（第2部 - 第16部）
  - 「江戸を斬る」（梓右近隠密帳 - 江戸を斬るVI）
- 「オレンジの季節」
- 「清水次郎長」
- 「気になる嫁さん」
- 「浮世絵 女ねずみ小僧2」
- 「パパと呼ばないで」
- 「雑居時代」
- 「隠密剣士」
- 「隠密剣士 突っ走れ!」
- 「幡随院長兵衛お待ちなせえ」
- 「水もれ甲介」
- 「炎の記憶」
- 「徳川三国志」
- 「五街道まっしぐら!」
- 「疾風同心」
- 「おはなちゃん繁昌記」
- 「風鈴捕物帳」
- 「八丁堀あばれ軍団」
- 「雪姫隠密道中記」
- 「清水次郎長」
- 「天下御免の頑固おやじ 大久保彦左衛門」
- 「源氏九郎颯爽記」
- 「妖精が悪魔のように忍びよる」
- 「どくろ銭」
- 「花の女子校 聖カトレア学園」

### 映画
- 「湯けむり110番 いるかの大将」
- 「水戸黄門」
- 「ねらわれた学園」